# Houlbjerg Herred

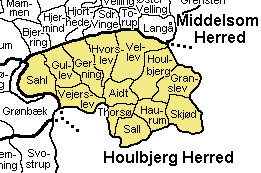
Houlbjerg Herred

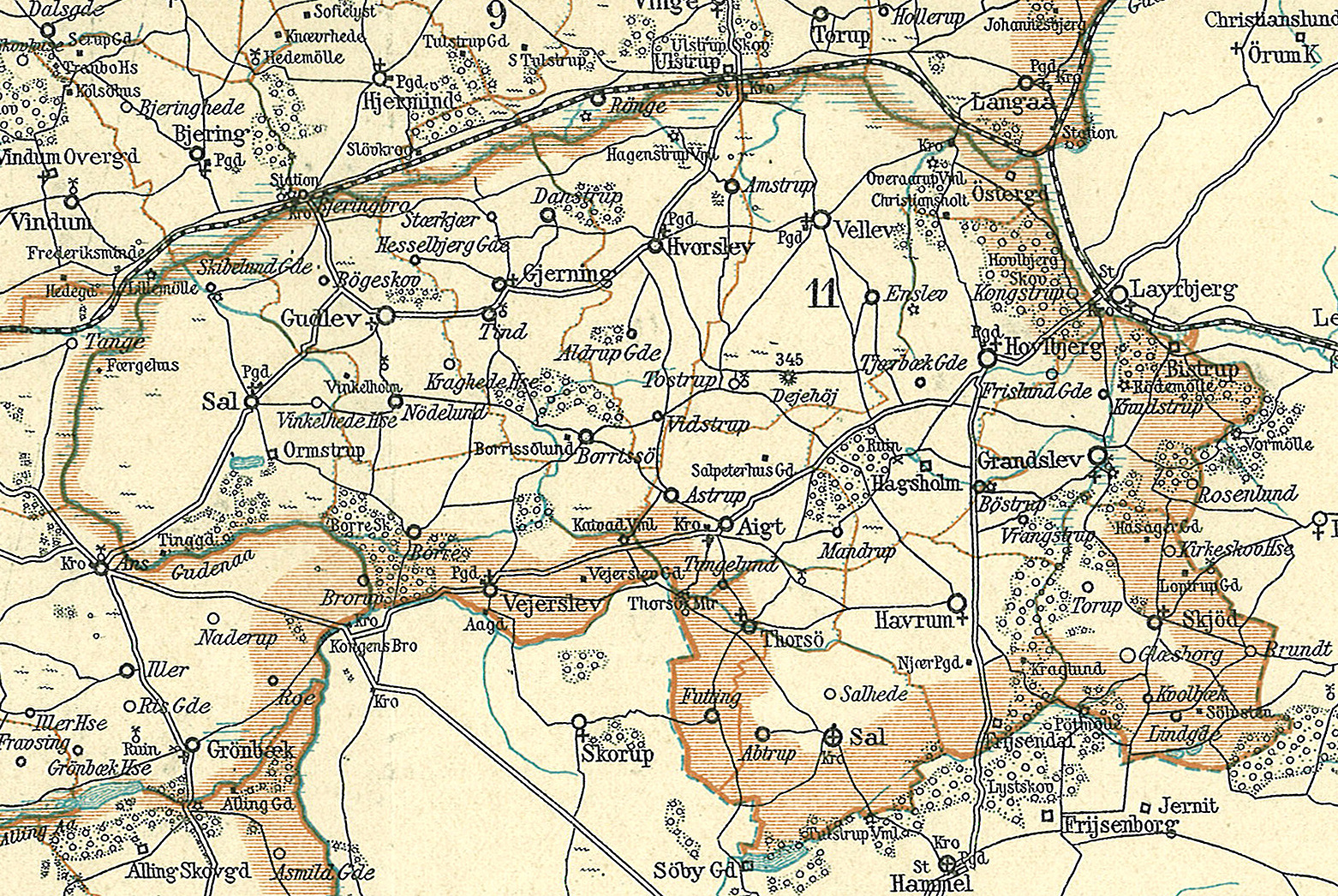
Houlbjerg Herred rond 1900

Houlbjerg Herred was een herred in het voormalige Viborg Amt in Denemarken. De herred wordt in Kong Valdemars Jordebog genoemd als Haghælbiarghæreth. In 1970 werd het gebied deel van de nieuwe provincie Viborg.
Houlbjerg was verdeeld in 13 parochies.
- Aidt
- Gerning
- Granslev
- Gullev
- Haurum
- Houlbjerg
- Hvorslev
- Sahl
- Sall
- Skjød
- Thorsø
- Vejerslev
- Vellev